# CONCACAF Futsal Championship 2008
Il CONCACAF Futsal Championship 2008, disputatosi dal 2 all'8 giugno a Città del Guatemala in Guatemala, viene considerato il quarto campionato continentale del nord e centro America per formazioni nazionali di calcio a 5.
Il torneo avrà validità anche come fase di qualificazione al campionato del mondo previsto per lo stesso anno in Brasile: le finaliste del torneo e la vincente della finale per il terzo e quarto posto saranno qualificate alla rassegna iridata come rappresentanti della CONCACAF. Nella fase di prequalificazione svolta a Trinidad e Tobago, sono presenti sei formazioni divise in due gironi, le prime di ogni girone si qualificheranno al tabellone principale.

## Prequalificazioni - Caribbean Futsal Championship
Il torneo di prequalificazione svoltosi a Trinidad e Tobago, presso il Canedo Hall in the Centre of Excellence di Port of Spain, ha avuto validita anche come campionato caraibico. I padroni di casa di  Trinidad e Tobago si sono riconfermati per la seconda volta campioni dei Caraibi, guadagnando assieme alla finalista  Haiti l'accesso al tabellone principale del Campionato continentale CONCACAF.

## Convocati

### Girone A
Guatemala1 Carlos Mérida, 2 Daniel Tejada, 3 Marlon Noj, 4 Rafael González, 5 Manuel Aristondo, 6 Oliver López, 7 Jannick Ramírez, 8 Reinaldo Rosales, 9 Carlos Estrada, 10 Erick Acevedo, 11 Estuardo de León, 12 William Ramírez, CT: Eduardo Estrada
 Cuba1 Wilfredo Carbó, 2 Jhonnet Martínez, 3 Raudel Rodríguez, 4 Yulier Olivera, 5 Eduardo Morales, 6 Carlos Madrigal, 7 Yampier Rodríguez, 8 Yosniel Mesa, 9 Fernando Chapman, 10 Isvén Román, 11 Boris Sanamé, 12 Pedro López, CT: Elddys Valdés
 Messico1 Antonio Iriarte, 2 Jorge Martínez, 3 Agustín Galaviz, 4 Francisco Cati, 5 Israel Santoyo, 6 Jose Luis Navarrette, 7 Christopher Flores, 8 Víctor Omar Quiroz, 9 Iván Medina, 10 Gustavo Rosales, 11 Mijaíl González, 12 Alexis Apodaca, CT: Ramón Raya
 Trinidad e Tobago1 Graham Kevin, 2 Reymon Clint, 3 Ronald St. Louis, 4 Sterlin O’Brian, 5 Anthony Small, 6 Antoine Brent, 7 Douglas Wendell, 8 Balthazar Jerwyn, 9 Kevin Peters, 10 Joseph Colin, 11 Ricardo Bennett, 12 Perry Martin, CT: Clayton Morris

### Girone B
Stati Uniti1 Nick Vorberg, 2 Dan Degeer, 3 Jamar Beasley, 4 Michael Apple, 5 Denison Cabral, 6 Andrew Rosenband, 7 Ptah Myers, 8 Carlos Farias, 9 Patrick Morris, 10 Sandre Naumoski, 11 Matthew Stewart, 12 Jeff Richey, CT: Keith Tozer
 Costa Rica1 Javier Alfaro, 2 Daniel Colindres, 3 Alejandro Paniagua, 4 Carlos Chaves, 5 Danny Aguilar, 6 Michael Córdoba, 7 Yefrid Ruiz, 8 Yanan Montoya, 9 Marco Carvajal, 10 Adonay Vindas, 11 Julio César Méndez, 12 Didier Herrera, CT: Carlos Quiros
 Panama1 José Victoria, 2 Chaimyr Toyloy, 3 Óscar Hinks, 4 Augusto Harrison, 5 Alfredo Phillips, 6 Juan Murillo, 7 Aramis Haywood, 8 Gilberto Rangel, 9 Miguel Lasso, 10 Apolinar Gálvez, 11 Alquis Alvarado, 12 Óscar McFarlane, CT: Porfirio Rebolledo
 Haiti1 Florius Michelet, 2 Marcel Jouinvilma, 3 Jean Richard Patrick Bazil, 4 Rigarden Eliacin, 5 Edouard Voltaire, 6 Brifil Louidhon, 7 Jhon Louis Cutile, 8 Antoine Pierre Davidson, 9 Robins Venett, 10 James Chaperon, 11 Sadrac Feuillé, 12 Marc Stines Guerreir, CT: Webens Prensimé

## Fase finale
Sulla fase finale, alle conferme della nazionale statunitense e di quella cubana si sono aggiunte le interessanti novità di Panama e dei padroni di casa del Guatemala. I panamensi hanno raggiunto la semifinale imbattuti, pareggiando con gli Stati Uniti campioni in carica, e con la nazionale costaricana durante la prima giornata in una gara assolutamente spettacolare che i panamensi conducevano 5-1 a fine primo tempo, per poi trovarsi sotto 6-5 a pochi minuti dalla fine. Il Guatemala ha sfruttato il fattore casalingo e la compilazione del calendario che gli ha consentito di giocare l'ultima gara di qualificazione già sapendo il risultato del Messico diretto concorrente, contro Trinidad e Tobago. Il pareggio per 3-3 con Cuba ha consentito ad entrambe di passare il turno e di giocare le semifinali di sabato 7 giugno.
Nelle semifinali, Cuba non ha avuto grossi problemi a liquidare i panamensi per 4-1, mentre i guatemaltechi hanno sfoderato una splendida prestazione grazie al caloroso pubblico del Domo Polideportivo, battendo seccamente 4-0 i campioni in carica degli Stati Uniti. Nelle due semifinali, sono emerse le prestazioni dei due portieri delle nazionali vincenti: il cubano Wilfredo Carbo ha dimostrato grande reattività, difendendo egregiamente la porta sull'1-0 per Cuba e nel finale ha segnato il definitivo 4-1; il guatemalteco Carlos Mérida, con una prestazione veramente maiuscola, ha negato la rete all'attacco statunitense, il secondo migliore del torneo dopo Cuba, segnando anch'esso una rete sul finale di gara e fermando il punteggio sul 4-0 per i padroni di casa. Merida si è ripetuto anche in finale, salvando in diverse occasioni ed in maniera accezionale la porta guatemalteca, portando i compagni sino ai calci di rigore dove lo stato crentramericano ha vinto 5-3 laureandosi per la prima volta campione della CONCACAF.

### Gruppo A
| Squadra           | Pti | G | V | N | P | GF | GS |
| ----------------- | --- | - | - | - | - | -- | -- |
| Cuba              | 5   | 3 | 1 | 2 | 0 | 14 | 7  |
| Guatemala         | 5   | 3 | 1 | 2 | 0 | 11 | 6  |
| Messico           | 5   | 3 | 1 | 2 | 0 | 12 | 8  |
| Trinidad e Tobago | 0   | 3 | 0 | 0 | 3 | 3  | 25 |

| Cuba              | 2-2 | Messico           |
| Guatemala         | 5-0 | Trinidad e Tobago |
| Trinidad e Tobago | 2-9 | Cuba              |
| Guatemala         | 3-3 | Messico           |
| Messico           | 7-3 | Trinidad e Tobago |
| Guatemala         | 3-3 | Cuba              |

### Gruppo B
| Squadra     | Pti | G | V | N | P | GF | GS |
| ----------- | --- | - | - | - | - | -- | -- |
| Stati Uniti | 7   | 3 | 2 | 1 | 0 | 12 | 6  |
| Panama      | 5   | 3 | 1 | 2 | 0 | 11 | 7  |
| Costa Rica  | 4   | 3 | 1 | 1 | 1 | 21 | 12 |
| Haiti       | 0   | 3 | 0 | 0 | 3 | 3  | 22 |

| Costa Rica  | 6-6  | Panama      |
| Stati Uniti | 5-3  | Haiti       |
| Haiti       | 0-13 | Costa Rica  |
| Panama      | 1-1  | Stati Uniti |
| Panama      | 4-0  | Haiti       |
| Stati Uniti | 6-2  | Costa Rica  |

### Semifinali
| Ora   | Luogo                                      | Gara                    | Risultato |
| ----- | ------------------------------------------ | ----------------------- | --------- |
| 14:00 | Domo Polideportivo Guatemala City 07.06.08 | Cuba - Panama           | 4-1       |
| 16:00 | Domo Polideportivo Guatemala City 07.06.08 | Stati Uniti - Guatemala | 0-4       |

### Finale 3º-4º posto
| Ora   | Luogo                                      | Gara                 | Risultato |
| ----- | ------------------------------------------ | -------------------- | --------- |
| 14:00 | Domo Polideportivo Guatemala City 07.06.08 | Panama - Stati Uniti | 1-7       |

### Finale
| Ora   | Luogo                                      | Gara             | Risultato                   |
| ----- | ------------------------------------------ | ---------------- | --------------------------- |
| 16:00 | Domo Polideportivo Guatemala City 07.06.08 | Cuba - Guatemala | 8-6 DCR (2-2; 3-3; 3-3 DTS) |

| Qualificate al mondiale | Cuba | Guatemala | Stati Uniti |
| ----------------------- | ---- | --------- | ----------- |